# Arhopalus hispaniolae
Arhopalus hispaniolae é uma espécie de cerambicídeo da tribo Asemini (Spondylidinae), com distribuição restrita à República Dominicana.